# 拉法葉 (喬治亞州)
拉法葉（英語：LaFayette）是一個位於美國喬治亞州沃克縣的城市。根據2010年美國人口普查，該地人口為7121人，而該地的面積約為21.00平方千米。同時該地也是沃克縣的縣治。

## 地理
拉法葉的座標為34°42′35″N 85°17′02″W / 34.70972°N 85.28389°W，而該地的平均海拔高度為247米（即810英尺）。